# 卷毛婆婆纳
卷毛婆婆纳（学名：Veronica teucrium），为車前草科婆婆纳属下的一个植物种。